# Ihor Kalinin (Politiker)

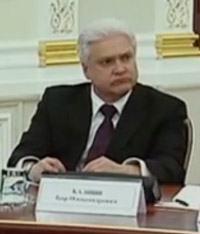
Ihor Kalinin, 2014

Ihor Oleksandrowytsch Kalinin (ukrainisch Ігор Олександрович Калінін, russisch Игорь Александрович Калинин; * 28. Dezember 1959 in der Oblast Moskau, Sowjetunion) ist ein ukrainischer Politiker und Berater des Staatspräsidenten der Ukraine. Von Februar 2012 bis Januar 2013 war er der Chef des ukrainischen Inlandsgeheimdienstes SBU.

## Leben
Kalinin war seit 1984 Mitarbeiter des KGB, seit 1992 lehrte er an der Akademie des SBU in Kiew. Seit dem Jahr 2010 war er Leiter des Staatsschutzamtes (ukrainisch Управління державної охорони України, Abkürzung UDO), das für die persönliche Sicherheit des Staatspräsidenten und der führenden Politiker der Ukraine sowie für den Schutz staatlicher Einrichtungen zuständig ist.
Am 3. Februar 2012 ernannte Präsident Wiktor Janukowytsch Kalinin als Nachfolger von Walerij Choroschkowskyj zum Chef des SBU. Seine Ernennung in dieses Amt kam für politische Beobachter überraschend. Bereits im Januar 2013 wurde er an der Spitze des SBU von Oleksandr Jakymenko abgelöst. Kalinin wurde zum Berater des Präsidenten ernannt, er hat den Rang eines Generalobersts inne, ist verheiratet und hat einen Sohn.
Am 6. März 2014 hat der Rat der Europäischen Union in Brüssel mit der Verordnung 208/2014 restriktive Maßnahmen gegen Ihor Kalinin verhängt. Begründet wird dies mit der strafrechtlichen Verfolgung von Kalinin zur Untersuchung von Straftaten im Zusammenhang mit der Veruntreuung öffentlicher Gelder der Ukraine und des illegalen Transfers dieser Gelder ins Ausland.